# Bibliometrie

De h-index als een van de meetinstrumenten in de bibliometrie

Bibliometrie (Grieks: biblion, "boek" en metron, "maat") is de wetenschap van de kwantitatieve meting van wetenschappelijke publicaties. Voor het meten van publicaties, zoals boeken, kranten en tijdschriften worden wiskundige en statistische methoden toegepast. Het is een tak van scientometrie (metingen van wetenschappen) waarin cijfermateriaal over wetenschappelijke activiteit wordt verzameld, zoals bv. over het aantal afgestudeerde masters of de landen van herkomst van Nobelprijswinnaars.
In de bibliometrie worden bijvoorbeeld ranglijsten gecreëerd waarin kan worden gelezen hoeveel artikelen bepaalde wetenschappers of universiteiten publiceren in een jaar. 
De bibliometrie doet geen eigen uitspraken over de kwaliteit van de wetenschappelijke publicaties, maar alleen over de aantallen. Daarbij poogt men bijvoorbeeld empirische wetmatigheden over de groei van het aantal publicaties van boeken op te bouwen, over de verdeling van thema's in wetenschappelijke tijdschriften of het aantal citaties uit een tijdschriftartikel. Bibliometrische analyses worden ook intern opgesteld door afdelingen binnen bibliotheken en universiteiten. De gegevens voor dergelijke analyses zijn hoofdzakelijk uit gespecialiseerde databases en citatiedatabases verzameld die beschikbaar gesteld worden tegen een vergoeding.
Vergelijkbare disciplines van scientometrie zijn de patentometrie (analyse van patentaanvragen en erkenningen) en webometrics (metingen van gegevens van het wereldwijd web).

## Geschiedenis
De term bibliometrie werd in 1969 geïntroduceerd door Alan Pritchard in de paper "Statistical Bibliography or Bibliometrics?" als "de toepassing van wiskundige en statistische methoden om boeken en andere media van de communicatie te meten". In diezelfde periode definieerden Nalimov en Mulchenko de scientometrie. Bibliometrie is bij uitstek een wetenschappelijke discipline die een hoge vlucht heeft kunnen nemen door de inzet van de rekencapaciteit van computers.

## Metingen

### Citatie-analyse
De belangrijkste parameter in de citatie-analyse is de citatie. Er wordt bepaald hoe vaak een wetenschappelijke publicatie in andere publicaties wordt geciteerd. Van daaruit wordt ook vastgesteld hoe vaak de totaliteit van publicaties van een bepaalde wetenschapper of een specifieke onderzoeksinstelling (zoals een universiteit) geciteerd worden. Op basis van citatie-analyse kunnen publicaties, wetenschappers en groepen wetenschappers worden gerangschikt naar hoe vaak ze geciteerd worden (bv. de wetenschappers van de Universiteit van Amsterdam in vergelijking met die van de KU Leuven). Een van de bekendste citatie-indices is Web of Science.

### Journal Impact Factor
De citatie-impact is een combinatie van de citaties gewogen met de impactfactor van de verschillende wetenschappelijke tijdschriften of journals. De Journal Impact Factor is een maatstaf van de invloed die een goedgekeurde publicatie in een bepaald tijdschrift heeft op een bepaalde wetenschappelijke discipline. Een van de bekendere onafhankelijk vastgelegde tabellen van Journal Impact Factors zijn de jaarlijkse "Journal Citation Reports" uitgegeven door Thomson Reuters. Koploper in die lijst is bv. CA - A Cancer Journal for Clinicians, een toonaangevende publicatie in het domein van de oncologie. Breder bekende wetenschappelijke tijdschriften met een hoge impactfactor zijn Science en Nature.

### Hirsch-index
De h-index kwantificeert de wetenschappelijke impact van een auteur op basis van het aantal van zijn publicaties en het aantal keren dat ze werden geciteerd.

### Alternatieve berekeningen
Als alternatief voor de traditionele citatie-analyse werden altmetrics uitgewerkt, waarmee men poogt de nadelen van traditionelere maatstaven als impactfactor en h-index te omzeilen door ook diverse moderne media te indexeren.